# Gai Assulin
Gai Assulin (in ebraico גיא אסולין‎?; Nahariya, 9 aprile 1991) è un ex calciatore israeliano, di ruolo attaccante.

## Caratteristiche tecniche
Ala sinistra, in grado di agire da trequartista, in possesso di ottime doti tecniche - a cui abbina una notevole velocità palla al piede - che gli consentono di liberarsi con efficacia del diretto avversario.
Da ragazzo era considerato una giovane promessa del calcio israeliano, tanto da essere accostato a Lionel Messi per prestanza fisica e doti tecniche, salvo poi non rispettare le attese riposte in lui a causa - come poi ammesso da Assulin stesso - della pressione derivata dal continuo confronto con l'argentino.

## Carriera

### Club
Muove i suoi primi passi nella cantera del Barcellona. Aggregato alla prima squadra, esordisce con i catalani - sotto la guida di Josep Guardiola, che lo aveva allenato nella formazione riserve - il 28 ottobre 2009 contro il Leonesa in Coppa del Re. Viene sostituito nella ripresa da Éric Abidal.
Il 14 dicembre 2010 si accorda a parametro zero con il Manchester City, firmando un contratto valido per due stagioni e mezzo. Alla ricerca di un maggior minutaggio, il 17 febbraio 2012 passa in prestito al Brighton, in Championship. Rescisso il contratto con il City, il 12 luglio viene tesserato dal Racing Santander.
Il 13 febbraio 2018 firma un biennale con il Kairat, salvo rescindere l'accordo il 30 marzo per motivi familiari. Dopo aver trascorso un anno e mezzo in Romania, il 13 febbraio 2021 si accorda con il Crema, in Serie D.

### Nazionale
Ha esordito in nazionale maggiore il 26 marzo 2008 in amichevole contro il Cile all'età di 16 anni e 352 giorni, risultando essere il più giovane esordiente nella storia della nazionale israeliana e battendo il precedente record appartenuto a Daniel Danieli, che esordì il 16 maggio 1962 a 17 anni e 67 giorni.

## Statistiche

### Presenze e reti nei club
Statistiche aggiornate al 30 giugno 2022.
| Stagione                   | Squadra                    | Campionato                 | Campionato | Campionato | Coppe nazionali | Coppe nazionali | Coppe nazionali | Coppe continentali | Coppe continentali | Coppe continentali | Altre coppe | Altre coppe | Altre coppe | Totale | Totale |
| Stagione                   | Squadra                    | Comp                       | Pres       | Reti       | Comp            | Pres            | Reti            | Comp               | Pres               | Reti               | Comp        | Pres        | Reti        | Pres   | Reti   |
| -------------------------- | -------------------------- | -------------------------- | ---------- | ---------- | --------------- | --------------- | --------------- | ------------------ | ------------------ | ------------------ | ----------- | ----------- | ----------- | ------ | ------ |
| 2007-2008                  | Barcellona B               | TD                         | 21+2       | 10         | -               | -               | -               | -                  | -                  | -                  | -           | -           | -           | 22     | 10     |
| 2008-2009                  | Barcellona B               | SDB                        | 22         | 2          | -               | -               | -               | -                  | -                  | -                  | -           | -           | -           | 22     | 2      |
| 2009-2010                  | Barcellona B               | SDB                        | 25         | 2          | -               | -               | -               | -                  | -                  | -                  | -           | -           | -           | 25     | 2      |
| Totale Barcellona B        | Totale Barcellona B        | Totale Barcellona B        | 68+2       | 14         |                 | -               | -               |                    | -                  | -                  |             | -           | -           | 70     | 14     |
| 2009-2010                  | Barcellona                 | PD                         | 0          | 0          | CR              | 1               | 0               | UCL                | 0                  | 0                  | SS+SU+Cmc   | 0           | 0           | 1      | 0      |
| gen.-giu. 2011             | Manchester City            | PL                         | 0          | 0          | FACup+CdL       | 0               | 0               | UEL                | 0                  | 0                  | -           | -           | -           | 0      | 0      |
| 2011-feb. 2012             | Manchester City            | PL                         | 0          | 0          | FACup+CdL       | 0               | 0               | UCL                | 0                  | 0                  | CS          | 0           | 0           | 0      | 0      |
| Totale Manchester City     | Totale Manchester City     | Totale Manchester City     | 0          | 0          |                 | 0               | 0               |                    | 0                  | 0                  |             | 0           | 0           | 0      | 0      |
| feb.-giu. 2012             | Brighton & Hove            | FLC                        | 7          | 0          | FACup+CdL       | -               | -               | -                  | -                  | -                  | -           | -           | -           | 7      | 0      |
| 2012-2013                  | Racing Santander           | SD                         | 27         | 3          | CR              | 0               | 0               | -                  | -                  | -                  | -           | -           | -           | 27     | 3      |
| 2013-2014                  | Hércules                   | SD                         | 32         | 3          | CR              | 2               | 0               | -                  | -                  | -                  | -           | -           | -           | 34     | 3      |
| 2014-2015                  | Maiorca                    | SD                         | 6          | 0          | CR              | 1               | 0               | -                  | -                  | -                  | -           | -           | -           | 7      | 0      |
| gen.-giu. 2016             | Hapoel Tel Aviv            | Lh                         | 6+1        | 0          | CI+CdL          | 1+0             | 0               | -                  | -                  | -                  | -           | -           | -           | 8      | 0      |
| 2016-2017                  | Sabadell                   | SDB                        | 18         | 2          | CR              | 0               | 0               | -                  | -                  | -                  | -           | -           | -           | 18     | 2      |
| 2017-gen. 2018             | Sabadell                   | SDB                        | 8          | 1          | CR              | 0               | 0               | -                  | -                  | -                  | -           | -           | -           | 8      | 1      |
| Totale Sabadell            | Totale Sabadell            | Totale Sabadell            | 26         | 3          |                 | 0               | 0               |                    | -                  | -                  |             | -           | -           | 26     | 3      |
| 2018                       | Kairat                     | QPL                        | 1          | 0          | QK              | 0               | 0               | UEL                | 0                  | 0                  | QS          | 1           | 0           | 2      | 0      |
| 2019-2020                  | FC Politehnica Iași        | L1                         | 3+1        | 0          | CR              | 1               | 0               | -                  | -                  | -                  | -           | -           | -           | 5      | 0      |
| 2020-gen. 2021             | FC Politehnica Iași        | L1                         | 2          | 0          | CR              | 0               | 0               | -                  | -                  | -                  | -           | -           | -           | 2      | 0      |
| Totale FC Politehnica Iași | Totale FC Politehnica Iași | Totale FC Politehnica Iași | 5+1        | 0          |                 | 1               | 0               |                    | -                  | -                  |             | -           | -           | 7      | 0      |
| feb.-giu. 2021             | Crema                      | D                          | 14         | 2          | -               | -               | -               | -                  | -                  | -                  | -           | -           | -           | 14     | 2      |
| gen.-giu. 2022             | UniPomezia                 | D                          | 0          | 0          | CI-D            | -               | -               | -                  | -                  | -                  | -           | -           | -           | 0      | 0      |
| Totale carriera            | Totale carriera            | Totale carriera            | 196        | 28         |                 | 7               | 0               |                    | 0                  | 0                  |             | 1           | 0           | 204    | 28     |

### Cronologia presenze e reti in nazionale
| Cronologia completa delle presenze e delle reti in nazionale ― Israele | Cronologia completa delle presenze e delle reti in nazionale ― Israele | Cronologia completa delle presenze e delle reti in nazionale ― Israele | Cronologia completa delle presenze e delle reti in nazionale ― Israele | Cronologia completa delle presenze e delle reti in nazionale ― Israele | Cronologia completa delle presenze e delle reti in nazionale ― Israele | Cronologia completa delle presenze e delle reti in nazionale ― Israele | Cronologia completa delle presenze e delle reti in nazionale ― Israele |
| Data                                                                   | Città                                                                  | In casa                                                                | Risultato                                                              | Ospiti                                                                 | Competizione                                                           | Reti                                                                   | Note                                                                   |
| ---------------------------------------------------------------------- | ---------------------------------------------------------------------- | ---------------------------------------------------------------------- | ---------------------------------------------------------------------- | ---------------------------------------------------------------------- | ---------------------------------------------------------------------- | ---------------------------------------------------------------------- | ---------------------------------------------------------------------- |
| 26-3-2008                                                              | Ramat Gan                                                              | Israele                                                                | 1 – 0                                                                  | Cile                                                                   | Amichevole                                                             | -                                                                      | 79’                                                                    |
| Totale                                                                 |                                                                        | Presenze                                                               | 1                                                                      |                                                                        | Reti                                                                   | 0                                                                      |                                                                        |

### Record

#### Con la nazionale israeliana
- Calciatore più giovane (16 anni, 11 mesi e 16 giorni) ad aver esordito in nazionale.[22]

## Palmarès

### Club

#### Competizioni nazionali
- Tercera División (Spagna): 1

Barcellona B: 2007-2008 (Grupo V, Cataluña)